# Coryphaenoides thelestomus
Coryphaenoides thelestomus es una especie de pez de la familia Macrouridae en el orden de los Gadiformes.

## Morfología
• Los machos pueden llegar alcanzar los 65 cm de longitud total.

## Hábitat
Es un pez bentopelágico y maríno de aguas  subtropicales.

## Distribución geográfica
Se encuentra en el Archipiélago de Madeira y las Islas Canarias.